# 内野明音
内野 明音（うちの あかね、11月13日 - ）は、日本の女性声優。

## 経歴
アクセルゼロ2期生で2014年4月1日付でアクセルワン加入。
2021年4月12日時点でアクセルワン準所属であった。

## 出演
太字はメインキャラクター。

### テレビアニメ
- 普通の女子校生が【ろこどる】やってみた。（2014年）
- 怪盗ジョーカー（2015年 - 2016年、ローズ[3]）
- THE REFLECTION（2017年、女子高生1）
- ドリフェス!R（2017年、ファン）
- クレヨンしんちゃん（2019年 - 2020年、客C、子供B）

### 劇場アニメ
- 天気の子（2019年）[4]

### ゲーム
- サファイア・リム（時期不明、ウィリアン）
- Photograph Journey〜恋する旅行・広島編＆神奈川編〜（2014年）
- Photograph Journey〜恋する旅行・新潟編＆北海道編〜（2014年）
- 青空アンダーガールズ!（2017年、野々宮琴音）
- 逆転オセロニア（2018年、ドルシー）

### ドラマCD
- Photograph Journey〜in Hokkaido〜

### 吹き替え

#### 映画
- ロストガールズ（2020年）

## ディスコグラフィ

### キャラクターソング
| 発売日  | 商品名     | 歌                   | 楽曲                                                             | 備考                                  |
| 2018年  | 2018年     | 2018年               | 2018年                                                           | 2018年                                |
| ------- | ---------- | -------------------- | ---------------------------------------------------------------- | ------------------------------------- |
| 8月29日 | STAR☆TING! | 青空アンダーガールズ | 「STAR☆TING!」 「オレンジ」                                      | ゲーム『青空アンダーガールズ!』関連曲 |
| 8月29日 | STAR☆TING! | Twinkle☆Star         | 「トキメキサマー」 「明日の行方」 「未来はすぐそこで待っている」 | ゲーム『青空アンダーガールズ!』関連曲 |

### ユニットメンバー
1. ↑  櫻花ひなた（高橋花林）、水科和歌（和田京子）、望月愛美（望田ひまり）、嘉陽千尋（陽向さおり）、野々宮琴音（内野明音）、黒瀬麗華（早瀬莉花）、今泉更菜（北野更）、相原希（相良茉優）、白拍子美雪（高橋美衣）、霧島理子（菅愛理）、佐久間茜（藤川茜）、椿瑠璃花（井上ほの花）、渡辺晴海（澤田美晴）、舞沢悠（西川舞）、六川麻里紗（飯坂紗幸）、乙葉くるみ（高柳知葉）、岩倉寧々（岩井映美里）、セリア・ウエスギ（杉町麻由子）、日比野彩（七瀬彩夏）、本条佳奈恵（本田かおり）、棗楓李（奥谷楓）
2. ↑  櫻花ひなた（高橋花林）、水科和歌（和田京子）、望月愛美（望田ひまり）、嘉陽千尋（陽向さおり）、野々宮琴音（内野明音）